# Khaz-Bulat Askar-Sarydzha
Khaz-Bulat Askar-Sarydzha fue un escultor de la república soviética de Daguestán, nacido el año 1900 y fallecido el año 1982.

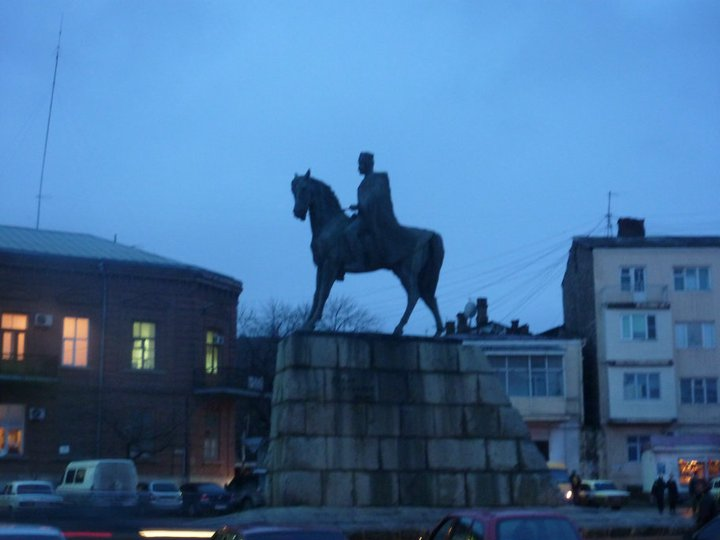
Monumento ecuestre en Makhachkala

## Datos biográficos
Estudió con Y.I. Nikoladze en Tiflis en 1922, y en la escuela Vjutemas de Leningrado, desde 1923 hasta 1926, con V.V. Lishev y A.T. Matveev. 
Comenzó a exhibir su obra en 1925, en 1926 viajó a Italia antes de regresar a Daguestán. En 1937 se trasladó a Moscú. 
Entre sus obras destacan un monumento ecuestre a Amangeldy Imanov en Alma-Ata , erigido en 1950, y varias piezas monumentales en Majachkalá , el monumento ecuestre a Magomed-Ali Dakhadayev (Makhach) frente a la estación del ferrocarril, de 1971.